# Talitridira
Talitridira es un parvorden de pequeños crustáceos anfípodos marinos que contiene 635 especies distribuidas por todo el mundo.

## Clasificación
Se reconocen 15 familias agrupadas en cuatro superfamilias:
- Superfamilia Biancolinoidea  Barnard, 1972 - 9 especies
  - Familia Biancolinidae  J.L. Barnard, 1972
- Superfamilia Caspicoloidea  Birstein, 1945 - 1 especie
  - Familia Caspicolidae  Birstein, 1945
- Superfamilia Kurioidea J.L. Barnard, 1964 - 3 especies
  - Familia Kuriidae  J.L. Barnard, 1964
  - Familia Tulearidae  Ledoyer, 1979
- Superfamilia Talitroidea  Rafinesque, 1815 - 622 especies
  - Familia Ceinidae  J.L. Barnard, 1972
  - Familia Chiltoniidae  J.L. Barnard, 1972
  - Familia Dogielinotidae  Gurjanova, 1953
  - Familia Eophliantidae  Sheard, 1936
  - Familia Hyalellidae  Bulycheva, 1957
  - Familia Hyalidae  Bulycheva, 1957
  - Familia Najnidae  J.L. Barnard, 1972
  - Familia Phliantidae  Stebbing, 1899
  - Familia Plioplateidae  J.L. Barnard, 1978
  - Familia Talitridae  Rafinesque, 1815
  - Familia Temnophliidae  Griffiths, 1975